# Демилитаризованная зона (Вьетнам)

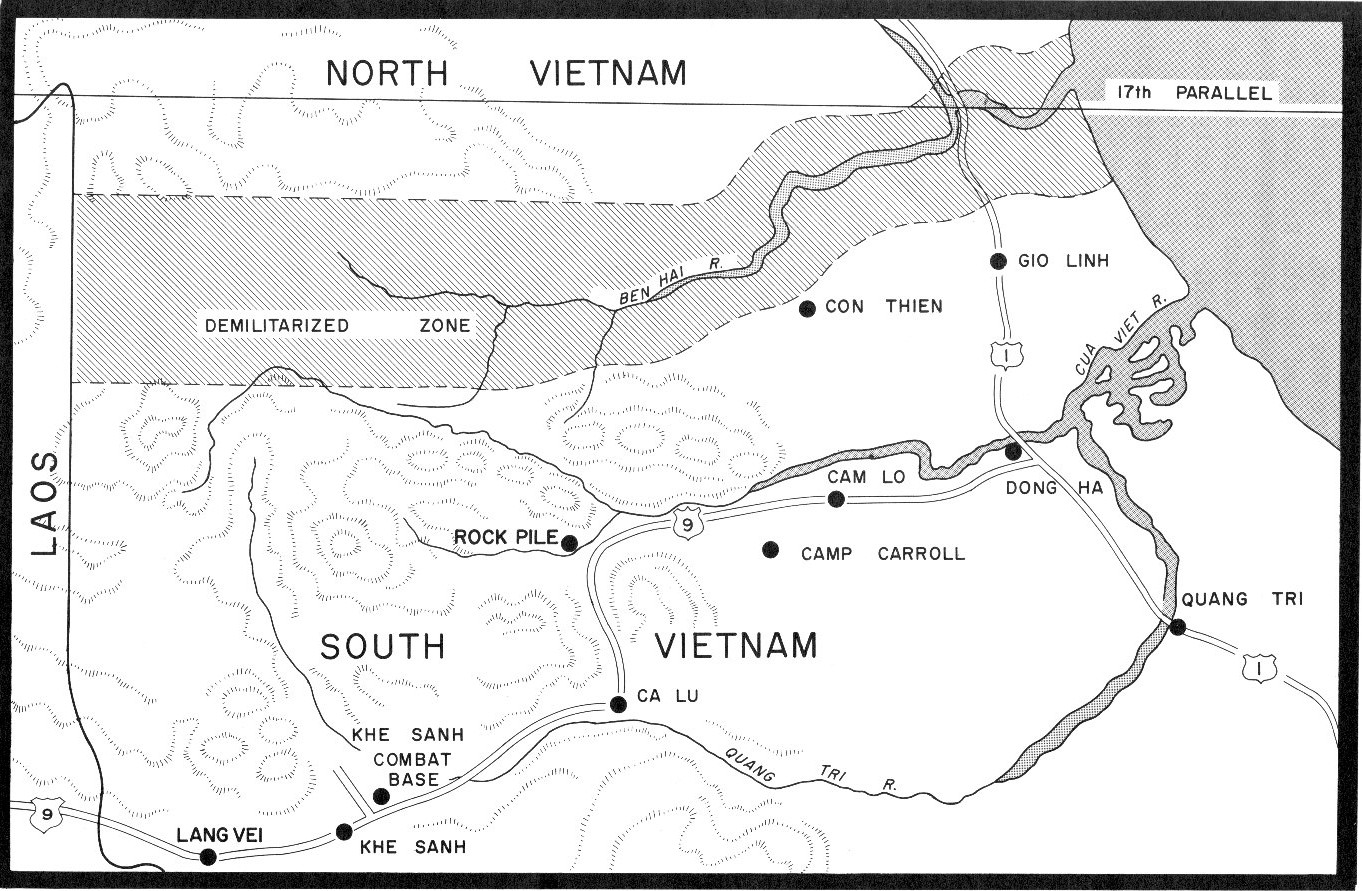
Демилитаризованная зона и часть провинции Куангчи к югу от неё

Демилитаризованная зона (Вьетнам) (англ. Demilitarized Zone, сокращённо DMZ) — зона, разделявшая Вьетнам на два государства в 1950—1970-х годах. Во время Вьетнамской войны была местом активных боевых действий.

## История
Согласно Женевским соглашениям 1954 года, завершившим колониальную войну Франции в Индокитае, Вьетнам временно разделялся на две части с различным государственным устройством. Объединение страны предполагалось провести после всеобщих свободных выборов в 1956 году.
Северный и Южный Вьетнам были разделены по 17-й параллели демилитаризованной зоной (ДМЗ), в которой запрещалось размещать военные объекты или воинские подразделения. ДМЗ шириной несколько километров пролегала между городами Куангчи и Виньлинь, по обоим берегам реки Бенхай, ставшей символом разделения Вьетнама.

## Вьетнамская война

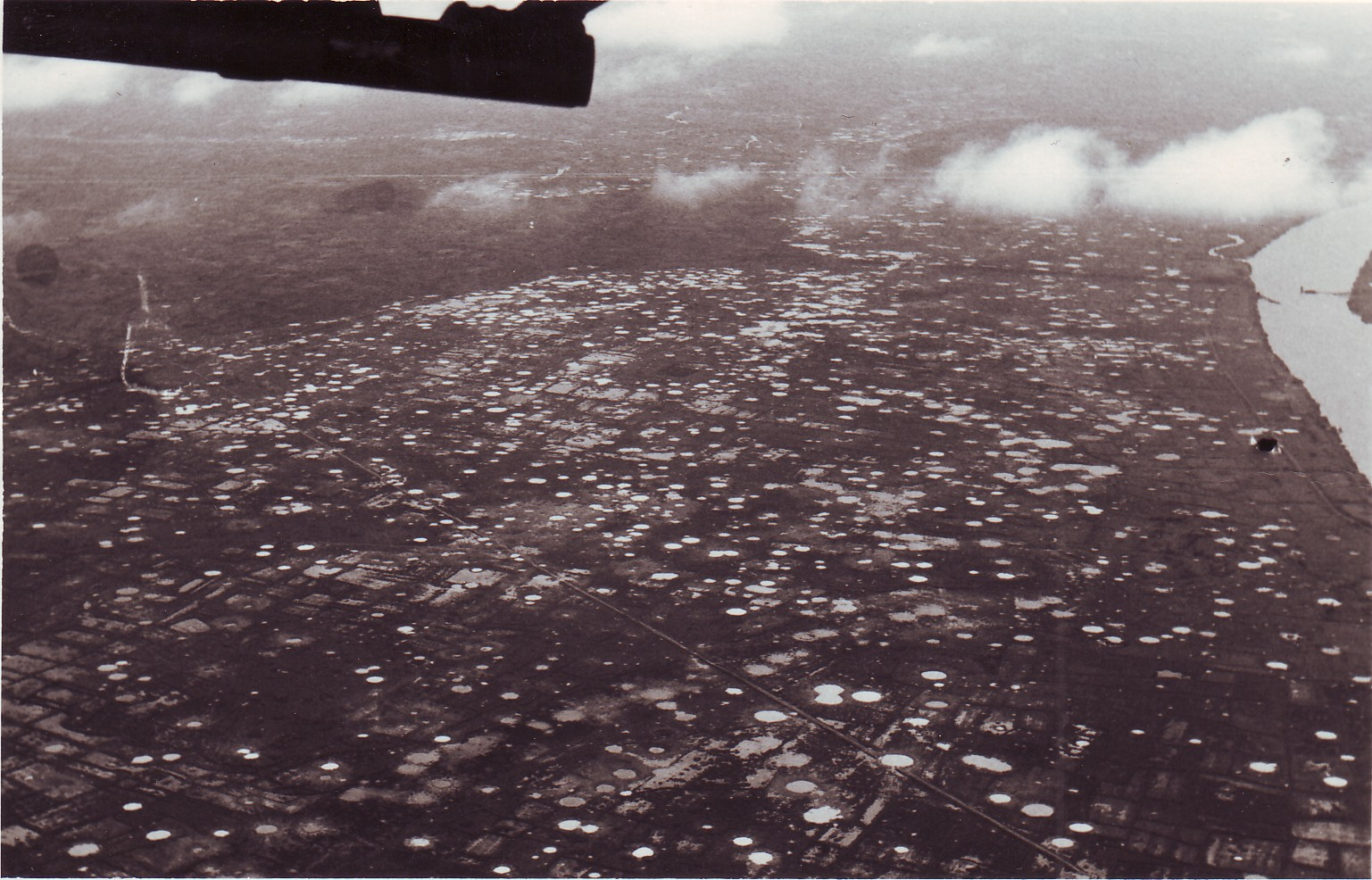
Демилитаризованная зона между Северным и Южным Вьетнамом, март 1968 года, вид на запад, в сторону Лаоса.

В ходе Вьетнамской войны обе воюющие стороны активно нарушали демилитаризованный статус зоны. Северовьетнамская армия с 1966 года постоянно использовала ДМЗ для переброски своих воинских подразделений в Южный Вьетнам. ДМЗ стала исходным районом для наступлений северовьетнамских сил в провинции Куангчи в ходе широкомасштабных наступательных операций 1972 и 1975 годов. США постоянно подвергали артиллерийским обстрелам и авиационным бомбардировкам военные объекты в ДМЗ. Южнее демилитаризованной зоны была развёрнута цепочка опорных баз американской морской пехоты, предназначенных для сдерживания шедших через ДМЗ вражеских подразделений; по плану министра обороны США Макнамары, здесь предполагалось создать укреплённую линию с широким использованием электронных средств обнаружения противника. В 1966—1969 годах в районе ДМЗ происходили одни из наиболее ожесточённых сражений войны этого периода. В мае 1967 года наземные силы США впервые вторглись в ДМЗ, разрушив там многочисленные позиции северовьетнамской армии. В дальнейшем такие рейды проводились ещё несколько раз. Интенсивность боевых действий резко снизилась в 1970—1971 годах в связи с началом вывода американских войск из Вьетнама и временным прекращением активных действий северовьетнамской армией.
В 1972 году Северный Вьетнам использовал демилитаризованную зону для прямого военного вторжения в Южный Вьетнам.
Демилитаризованная зона между Северным и Южным Вьетнамом прекратила существование после военной победы Севера в 1975 году и воссоединения страны в 1976 году. В настоящее время район бывшей ДМЗ посещают многочисленные туристические экскурсии.